# Liste des résolutions du Conseil de sécurité des Nations unies sur la Macédoine du Nord
Cet article dresse une liste des résolutions du Conseil de sécurité des Nations unies concernant la Macédoine du Nord.

## Macédoine du Nord
La Macédoine du Nord; À la suite de son indépendance, proclamée sous le nom constitutionnel de « république de Macédoine », le pays devient membre de l'Organisation des Nations unies en 1993. Cependant, en raison d'un différend sur son nom avec la Grèce, le pays est admis sous le nom provisoire d'« ancienne république yougoslave de Macédoine » ou « ex-république yougoslave de Macédoine », en abrégé « ARYM » (en macédonien : Поранешна Југословенска Република Македонија (Poranešna Jugoslovenska Republika Makedonija)). Un accord est finalement trouvé le 12 juin 2018 entre le gouvernement de Macédoine et le gouvernement grec afin de renommer le pays en « république de Macédoine du Nord », accord approuvé le 11 janvier 2019 par l'Assemblée de Macédoine et le 25 janvier 2019 par le Parlement grec.
- Résolution 795 : ancienne république yougoslave de Macédoine (adoptée le 11 décembre 1992).
- Résolution 817 : nouveau membre : Ex-république yougoslave de Macédoine (adoptée le 7 avril 1993).
- Résolution 842 : ex-république yougoslave de Macédoine (adoptée le 18 juin 1993).
- Résolution 845 : ex-république yougoslave de Macédoine (adoptée le 18 juin 1993).
- Résolution 983 : force de protection des Nations unies (création de la FORDEPRENU jusqu’au 30 novembre 1995)
- Résolution 1027 : la situation dans l’ancienne république yougoslave de Macédoine (prorogation de la FORDEPRENU jusqu’au 30/5/95)
- Résolution 1046 : la situation dans l’ancienne république yougoslave de Macédoine
- Résolution 1058 : la situation dans l’ancienne république yougoslave de Macédoine
- Résolution 1058 : la situation dans l’ancienne république yougoslave de Macédoine
- Résolution 1082 : la situation dans l’ancienne république yougoslave de Macédoine
- Résolution 1105 : situation en ancienne république yougoslave de Macédoine
- Résolution 1110 : situation dans l’ancienne république yougoslave de Macédoine.
- Résolution 1140 : situation dans l’ancienne république yougoslave de Macédoine
- Résolution 1142 : situation dans l’ancienne république yougoslave de Macédoine
- Résolution 1186 : la situation dans l'ancienne république yougoslave de Macédoine
- Résolution 1345 : la situation de l'ancienne république yougoslave de Macédoine
- Résolution 1371 : la situation de l'ancienne république yougoslave de Macédoine.